# Xyrogena camura
Xyrogena camura är en tvåvingeart som beskrevs av Ian David Whittington 2003. Xyrogena camura ingår i släktet Xyrogena och familjen bredmunsflugor.
Artens utbredningsområde är Kamerun. Inga underarter finns listade i Catalogue of Life.